# Параметр розчинності
Параметр розчинності (англ. solvent parameter, рос. параметр растворителя) — у хімії полімерів — параметр, що характеризує розчинність полімера в даному розчиннику. Для речовин низької молекулярної маси, величина параметра розчинності часто оцінюється за ентальпією випаровування. Для полімерів її звичайно вибирають так, щоби при цьому значенні параметра розчинності розчинника утворювався розчин з максимальною характеристичною в'язкістю або максимальним набряканням полімерної сітки. Параметр розчинності звичайно виражається у (кал см–3) 1/2 або, переважно, (Дж см-3) 1/2. 